# ハンニョウル駅
ハンニョウル駅（ハンニョウルえき）は大韓民国ソウル特別市江南区大峙2洞にある、ソウル交通公社3号線の駅。駅番号は346。

## 駅構造
ホーム階は地下5階にあり、相対式ホーム2面2線を有している。保安用にホームドアシステム（フルスクリーンタイプ）を装備する。
改札階は地下4階にあり、改札口は1ヶ所のみある。化粧室は地下4階改札外と地下1階に1ヶ所ずつある。地下2階に駐車場が設けられている。エレベーター完備。
出入口は1ヶ所のみある。出口が1つしかない理由は、駅付近に上水道やガス管が張り巡らされていることや、浮浪者が出入口付近にたむろしないかという意見、駅自体の需要を考慮したからである。ただし、一部の近隣住民により出口を増やしてほしいという意見が出ている。

### のりば
- 案内上ののりば番号は設定されていない。

| ホーム | 路線  | 行先                                      |
| ------ | ----- | ----------------------------------------- |
| 上り   | 3号線 | 高速ターミナル・鍾路3街・旧把撥・大化方面 |
| 下り   | 3号線 | 水西・可楽市場・警察病院・梧琴方面        |

## 利用状況
近年の一日平均利用人員推移は下記のとおり。
| 路線  | 路線     | 2000年 | 2001年 | 2002年 | 2003年 | 2004年 | 2005年 | 2006年 | 2007年 | 2008年 | 2009年 | 出典  |
| ----- | -------- | ------ | ------ | ------ | ------ | ------ | ------ | ------ | ------ | ------ | ------ | ----- |
| 3号線 | 乗車人員 | 3,018  | 3,396  | 3,383  | 3,472  | 3,089  | 2,799  | 2,962  | 3,025  | 3,039  | 2,758  | [ 2 ] |
| 3号線 | 降車人員 | 2,857  | 3,264  | 3,319  | 3,436  | 3,018  | 2,722  | 2,915  | 3,014  | 3,060  | 2,759  | [ 2 ] |
| 3号線 | 乗降人員 | 5,875  | 6,660  | 6,702  | 6,908  | 6,107  | 5,521  | 5,877  | 6,038  | 6,099  | 5,517  | [ 2 ] |
| 路線  | 路線     | 2010年 | 2011年 | 2012年 | 2013年 | 2014年 | 2015年 |        |        |        |        | [ 2 ] |
| 3号線 | 乗車人員 | 2,995  | 2,963  | 3,021  | 3,097  | 3,171  | 3,219  |        |        |        |        | [ 2 ] |
| 3号線 | 降車人員 | 3,020  | 3,014  | 3,045  | 3,166  | 3,246  | 3,310  |        |        |        |        | [ 2 ] |
| 3号線 | 乗降人員 | 6,015  | 5,977  | 6,066  | 6,262  | 6,417  | 6,529  |        |        |        |        | [ 2 ] |

## 駅周辺
- 美都アパート
- 双龍アパート
- 雲馬アパート
- 宇成アパート
- ソウル貿易展示コンベンションセンター
- 韓国ガス安全公社
- セマウル運動中央会
- 韓国都市公社ソウル支社

## 歴史
- 1993年10月30日 -  ソウル特別市地下鉄公社3号線（当時）の駅として開業。
- 2005年1月1日 - ソウル特別市地下鉄公社がソウルメトロに改称。

## 駅名の由来
「ハンニョウル」という駅名は、大東輿地図に記載されている当駅付近のかつての地名である「鶴灘(학탄／ハクタン)」の「灘」だけを固有語に置き換えたものである。ソウル交通公社の正式表記では漢字は使用していないが、“학”は固有語ではなく漢字由来の語である。
駅名の학여울は綴り通りであれば/하겨울/（ハギョウル）と読むように見えるが、実際は/항녀울/（ハンニョウル）と読む。駅名は漢字語の학と固有語の여울からなる合成語であるため、合成語の2番目にあたる여울の発音は音の添加により/녀울/となる。よって학-녀울となるが、終声ㄱの後に初声ㄴが来る場合、終声ㄱは初声ㄴと同化されてㅇとなり（鼻音化）、実際の読みは/항녀울/（ハンニョウル）となる。
日本語での公式表記は一時期に「ハギョウル」となっていたが、現在は「ハンニョウル」に修正されている。

## 隣の駅
ソウル交通公社
 3号線
大峙駅 (345) - ハンニョウル駅 (346) - テチョン駅 (347)